# Bodilus furvus
Bodilus furvus är en skalbaggsart som beskrevs av Schmidt 1916. Bodilus furvus ingår i släktet Bodilus och familjen Aphodiidae. Inga underarter finns listade.